# Oldenburger Kinder- und Jugendbuchpreis
Der Oldenburger Kinder- und Jugendbuchpreis wird seit 1977 jährlich von der Stadt Oldenburg für Erstlingswerke – auch in Manuskriptform – auf dem Gebiet der Kinder- und Jugendliteratur vergeben. Der Preis ist mit 8000 Euro dotiert (Stand 2023). Die Preisverleihung erfolgt im Rahmen der Oldenburger Kinder- und Jugendbuchmesse KIBUM.

## Preisverleihungen
| Jahr | Autor/in | Titel des Werkes |
| ---- | --- | --- |
| 1977 | Leonie Ossowski Dietlof Reiche Hanni Schaaf | Die große Flatter Der Bleisiegelfälscher Plötzlich war es geschehen                                                                                     |
| 1978 | Franz Hohler Dagmar Kekulé Wolfgang Fischbach | Tschipo Ich bin eine Wolke Vorgestern hat unser Hahn gewalzert                                                                                          |
| 1979 | Sabine Friedrichson (Hrsg.) Monika Pelz | Fundevogel und andere Lieblingsmärchen Anna im anderen Land                                                                                             |
| 1980 | Mirjam Pressler | Bitterschokolade |
| 1981 | Anatol Feid Einar Schleef | Dein Vater ist ein Verräter Arthur |
| 1982 | Nikolaus Heidelbach Heinz Knappe | Das Elefantentreffen Bei Hamburg leichter Niederschlag                                                                                                  |
| 1983 | Michael Brenner Gudrun Maecker | Am Beispiel Weiden: jüdischer Alltag im Nationalsozialismus Anna und der Tatzelwurm                                                                     |
| 1984 | Martin Hülsmann Karin Schanne | Drüben bei uns: eine Begegnung mit der DDR Anschläge: der rasende Reporter Egon Erwin Kisch                                                             |
| 1985 | Carl Gredé Hanna Lehnert | Wie oft hat man mich umgebracht: die 113 Zettel des Daniel C. Wie ein rostiger Nagel im Brett – oder: Die zweite Flucht                                 |
| 1986 | Jochen Sommer Heike Ellermann | Rosas Gold und die Schatzgräber Ein Brief in der Kapuzinerkresse                                                                                        |
| 1987 | Regula Venske Gert Loschütz | Ach Fanny! Vom jüdischen Mädchen zur preußischen Romanschriftstellerin Das Pfennig-Mal. Die Geschichte von Tom Courteys Ehre und Benjamin Walz' Schande |
| 1988 | | Der Preis wurde nicht vergeben. |
| 1989 | Karin Grütter und Annemarie Ryter | Stärker als ihr denkt. Ein Kapitel verschwiegener Geschichte                                                                                            |
| 1991 | Henning Pawel Bernd Mölck | Joschkas Hund Enrico und der Leopardenflieger |
| 1992 | Ulrike Boljahn, Sylvia Deinert und Tine Krieg | Das Familienalbum |
| 1993 | Josef Holub | Der rote Nepomuk |
| 1994 | | Der Preis wurde nicht vergeben. |
| 1996 | Juliane Plöger | Koch Eduard träumt |
| 1996 | Wiebke Oeser | Bertas Boote. Eine Geschichte mit drei Enden in Bildern und Worten                                                                                      |
| 1997 | Helene Kynast Sigurd Pruetz | Alles Bolero Cornelius oder Weil man dann etwas anderes findet                                                                                          |
| 1998 | | Der Preis wurde nicht vergeben. |
| 1999 | Zoran Drvenkar | Niemand so stark wie wir |
| 2000 | Nadia Budde | Eins zwei drei Tier |
| 2001 | Burkhard Spinnen | Belgische Riesen |
| 2002 | Tamara Bach | Marsmädchen |
| 2003 | Mirijam Günter Jens Thiele | Heim Jo im roten Kleid |
| 2004 | Manuela Olten | Echte Kerle |
| 2005 | Sofie Koffa | Störung der Totenruhe |
| 2006 | | Der Preis wurde nicht vergeben. |
| 2007 | Beate Teresa Hanika | Malvina in der Seifenblase |
| 2007 | Shortlist: Thomas Binotto: Mach’s noch einmal, Charlie!; Maja Bohn: Die unglaubliche Geschichte des Herrn Fliege; Rolf-Bernhard Essig: Schreiberlust & Dichterfrust; Freya Nebe: Überall nur Angst in den Augen; Tilo Walther: Wenn, dann müsste es was ganz Großes sein | |
| 2008 | Gabi Kreslehner | Ringlotten am Erdbeerbaum |
| 2008 | Shortlist: Lizzy Hollatko: Die kleine Manto; Thorsten Nesch: Joyride Ost; Ann Cathrin Raab: Zeckengeflüster | |
| 2009 | Veronika Rotfuß Kirsten Reinhardt | Mücke im März Fennymores Reise – oder Warum Stinkesocken manchmal auch nützlich sein können                                                             |
| 2010 | | Der Oldenburger Kinder- und Jugendbuchpreis wurde 2010 nicht ausgeschrieben.                                                                            |
| 2011 | Nils Mohl | Es war einmal Indianerland |
| 2012 | Rolf Lappert | Pampa Blues |
| 2013 | Sabine Raml | Heldentage (do what you love) |
| 2014 | Lara Schützsack | Und auch so bitterkalt |
| 2015 | Florian Wacker | Dahlenberger |
| 2016 | | Der Preis wurde nicht vergeben. |
| 2017 | Julya Rabinowich | Dazwischen: Ich |
| 2018 | Michèle Minelli | Passiert es heute? Passiert es jetzt? |
| 2019 | Tanja Fabsits | Der Goldfisch ist unschuldig |
| 2020 | Anne Gröger | Hallo, ich bin der kleine Tod! |
| 2021 | Kerstin Gulden | Fair Play |
| 2022 | Matthias Kohm Sara-Christin Richter | Ewig braucht doch keiner Annette, Querkus und die wilden Worte                                                                                          |
| 2023 | Katja Brett und Gregor Bonnet | Wer auch immer |
| 2024 | Ulla Schuh | ICH in 100 Teilen |